# Nationaal Syndicaat voor Bedienden van België
Nationaal Syndicaat voor Bedienden van België (NSBB), in het Frans Syndicat National des Employés de Belgique (SNEB), was een Belgische vakcentrale van het ACV.

## Historiek
De organisatie werd opgericht op 24 november 1912 ten gevolge de hervormingen in het Algemeen Syndicaat van Reizigers, Bedienden, Handelaars en Patroons. In tegenstelling tot haar voorganger telde de organisatie niet langer werkgevers en middenstanders onder haar leden, waardoor ze zich strijdvaardiger kon opstellen. De eerste stakingsacties vonden plaats omstreeks 1914.
Op 17 augustus 1921 trad de organisatie toe tot het ACV, hoewel de zelfstandigheid bewaard bleef. Op 1 januari 1934 fusioneerde de NSBB met het Antwerpse Bediendensyndicaat van Handel en Nijverheid. Hieruit ontstond de Landelijke Bediendencentrale (LBC, Frans: Centrale Nationale des Employés - CNE). Beide werkingen behielden echter nog geruime tijd hun autonomie.

## Structuur
Algemeen secretaris was Léon Christophe. 
Het belangrijkste bestuursorgaan was de Algemene Raad, samengesteld uit de gewestelijke afgevaardigden, die tweejaarlijks een uitvoerend bestuur verkoos. Het zwaargewicht van de organisatie lag bij de gewestelijke afdelingen. De hoofdzetel van de organisatie bevond zich achtereenvolgens op de Grote Markt (1919-'27), de Kwatrechtstraat (1927-'29) en ten slotte in de Dupontstraat (vanaf 1929) te Brussel.
Vanuit het nationaal secretariaat werden een aantal dienstverlenende initiatieven gecoördineerd, waaronder een syndicaal actionnariaat, een mutualiteitsverbond, een werkloosheidskas, een overlijdensfonds en studiekringen.
In 1913 telde de organisatie ca. 4000 leden, in 1932 was dit aantal toegenomen tot ca. 10.300. In dat jaar telde de organisatie 34 afdelingen, waarvan 15 in Vlaanderen en 18 in Wallonië. Eveneens in 1932 waren er 6 regionale propagandisten in dienst.
In 1919 werd het ledenblad Het Recht der Bedienden uitgegeven.